# Alcis semiochrea
Alcis semiochrea är en fjärilsart som beskrevs av Louis Beethoven Prout 1917. Alcis semiochrea ingår i släktet Alcis och familjen mätare. Inga underarter finns listade i Catalogue of Life.